# پارک ملی سیتونایکا
پارک ملی سیتونایکا (به انگلیسی: Setonaikai National Park) یک پارک ملی متشکل از مناطقی از دریای داخلی ستو ژاپن است. از سال ۱۹۳۴ به عنوان پارک ملی تعیین شد و از آن زمان چندین بار توسعه یافته است. این پارک شامل حدود ۳۰۰۰ جزیره است که به جزایر Setouchi معروف هستند، از جمله ایتسوکوشیما که معروف است. از آنجا که این پارک از بسیاری از مناطق غیرهمجوار تشکیل شده و بخش کوچکی از وسعت کل دریای داخلی را پوشش می‌دهد ، کنترل و حفاظت از آن مشکل است، زیرا بیشتر مناطق وسیعاً صنعتی شده‌اند.